# Bim Warne
Birgitta Gunvor Linnéa Vreeswijk, känd som Bim Warne och senare Bim Vreeswijk, ogift Wiklund, född 6 maj 1938 i Johannes församling i Stockholm, död 13 september 2020 i Sävsjö distrikt, Jönköpings län, var en svensk skådespelare och Cornelis Vreeswijks andra hustru. 
Bim Warne medverkade i Vilgot Sjömans film Jag är nyfiken – blå (1968). Hon ledde radioprogrammet Musik för mej – kanske för dej med Bim Vreeswijk 1997. Under samma årtionde var hon ansvarig för Röda Korsets butik Kupan i Sävsjö och ordförande för Röda Korsets Sävsjöavdelning.
Bim Warne var gift med Bengt Warne 1960–1965 och med Cornelis Vreeswijk 1970–1977. Hon avled 2020 efter en lång tids sjukdom.
Med den förstnämnda fick hon två döttrar.
I filmen Cornelis (2010) spelas hon av Helena af Sandeberg.

## Filmografi
- 1968 – Masturbationsdrama (kortfilm)
- 1968 – Jag är nyfiken – blå